# David Baszucki
David Baszucki (* 20. ledna 1963), známý také jako builderman, je americký podnikatel, inženýr a vynálezce narozený v Kanadě. Je známý jako spoluzakladatel Robloxu. Předtím založil společnost Knowledge Revolution, kde působil jako generální ředitel. Tu odkoupila společnost MSC Software v prosinci 1998.

## Raný život a vzdělávání
Baszucki se narodil 20. ledna 1963 v Kanadě. Navštěvoval Eden Prairie High School, kde byl vedoucím televizního kvízového týmu. Později vytvořil vlastní rozhlasovou show pro KSCO Radio Santa Cruz, která fungovala od února do července roku 2003. Baszucki vystudoval strojírenství a informatiku na Stanfordově univerzitě.

## Kariéra

### Knowledge Revolution
Koncem 80. let Baszucki spolu se svým bratrem Gregem Baszuckim založil společnost Knowledge Revolution a vyvinul a distribuoval počítačovou simulaci nazvanou "Interaktivní fyzika", která byla navržena jako výukový doplněk, umožňující vytváření 2D fyzikálních experimentů.
V návaznosti na Interaktivní fyziku uvedla společnost Knowledge Revolution na začátku 90. let 20. století na trh software pro konstrukční návrhy, Working Model.
V prosinci 1998 byla společnost Knowledge Revolution koupena za 20 milionů dolarů společností MSC Software, která se zabývá vývojem simulačního softwaru a sídlí v Newport Beach v Kalifornii. Baszucki byl v letech 2000 až 2002 viceprezidentem a generálním ředitelem společnosti MSC Software, ale odešel, aby založil firmu Baszucki & Associates, která se zabývá investicemi do startupů. Firmu vedl v letech 2003 až 2004. V době, kdy byl investorem, poskytl počáteční financování sociální síti Friendster.

### Roblox
V roce 2004 začal Baszucki spolu s Erikem Casselem – který pracoval jako Baszuckiho viceprezident pro design ve společnosti Interactive Physics – pracovat na raném prototypu hry Roblox pod pracovním názvem DynaBlocks. Později byl v roce 2005 přejmenován na Roblox, což je portmanteau slov "robots" a "blocks". Webové stránky byly oficiálně spuštěny v roce 2006. V rozhovoru pro Forbes v červnu 2016 Baszucki uvedl, že nápad na Roblox byl inspirován úspěchem jeho softwarových aplikací Interaktivní fyzika a Working Model, zejména mezi mladými studenty.
Baszucki vlastní zhruba 13% podíl ve společnosti Roblox Corporation, která vlastní Roblox, přičemž hodnota tohoto podílu se k roku 2020 odhaduje na zhruba 470 milionů dolarů.  Uvedl, že veškeré budoucí odměny, které získá z uvedení společnosti Roblox na newyorskou burzu, věnuje na dobročinné účely. V prosinci 2021 vyšetřoval deník New York Times, zda on a jeho příbuzní využili daňovou úlevu určenou pro investory z řad malých firem, aby se legálně vyhnuli placení daní z kapitálových výnosů ve výši desítek milionů dolarů. Podle serveru Business Insider byl Baszucki v roce 2021 sedmým nejlépe placeným generálním ředitelem s příjmem 232,8 milionu dolarů.